# Jacques Philippe Martin Cels
Jacques Philippe Martin Cels (15 de junio de 1740 – 15 de mayo de 1806) fue un botánico, horticultor francés especializado en introducción de especies exóticas.
Nació en Versailles. Fue beneficiario de recolecciones legales a las puertas de París. Arruinado con la Revolución francesa por suprimirse su puesto, comienza con un jardín botánico donde cultivó especies exóticas para la venta, contribuyendo al creciente apetito del público por las flores exóticas. Recibió numerosas especies, aclimatando las norteamericanas traídas por André Michaux y Louis-Augustin Bosc d'Antic. Se esforzó por introducir muchas especies exóticas en Francia.
Cels falleció en Montrouge en 1806.

## Honores
Fue nombrado miembro de la división Economía rural de cría ganadera de la Academia de las Ciencias francesa en 1795 y de la Académie d'Agriculture.

## Algunas publicaciones
Preparó material de instrucción en las distintas ramas de la ciencia. Las especies en su jardín fueron descritas por el botánico Étienne Pierre Ventenat (1757–1808) e ilustradas por Pierre-Joseph Redouté (1759–1840) en Description des plantes nouvelles et peu connues, cultivées dans le jardin de J.-M. Cels , publicado en París en 1799. Una segunda obra ilustrada con ilustraciones por un "estudiante de Redouté", Pancrace Bessa, aparecida en 1803: Choix de plantes :dont la plupart sont cultivées dans le jardin de Cels', accesible en Botanicus.org.
- La abreviatura «Cels» se emplea para indicar a Jacques Philippe Martin Cels como autoridad en la descripción y clasificación científica de los vegetales.[1]